# Oskarshamns historia
Moderartikel: Oskarshamn

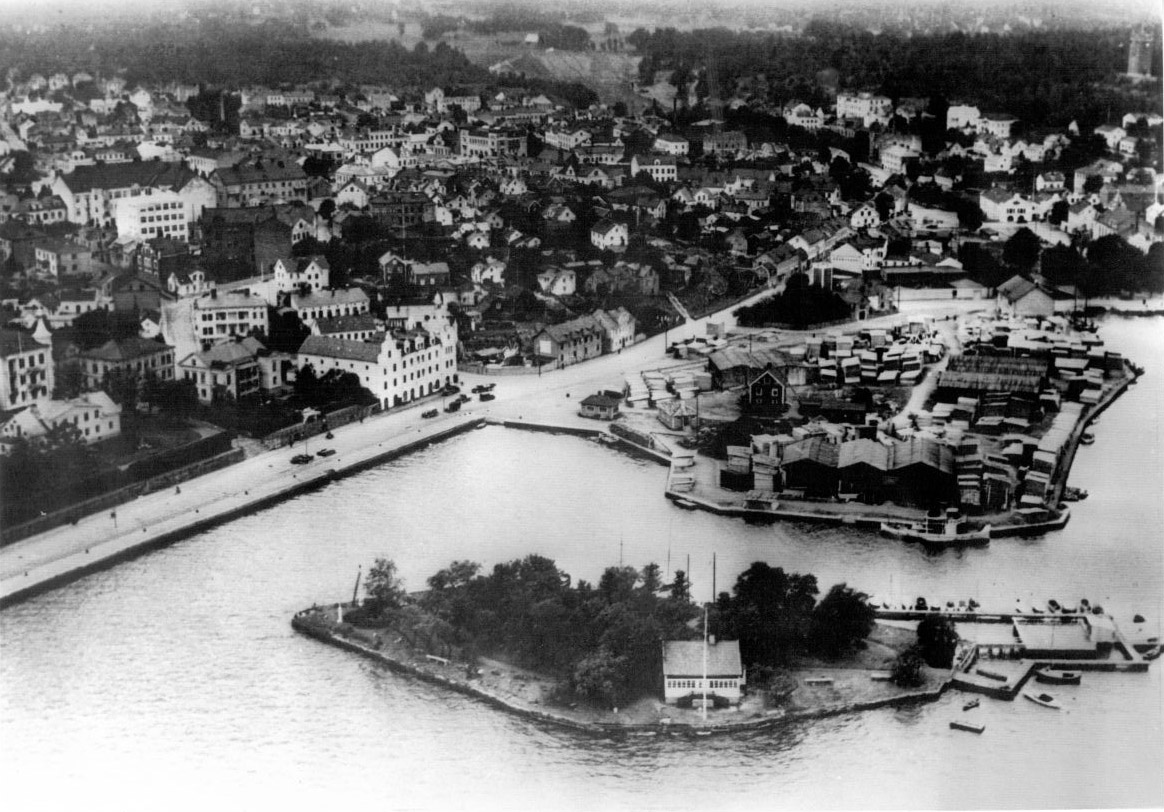
Oskarshamn, flygfoto tidigt 1930-tal. Badholmen i förgrunden och där bakom Brädholmen.

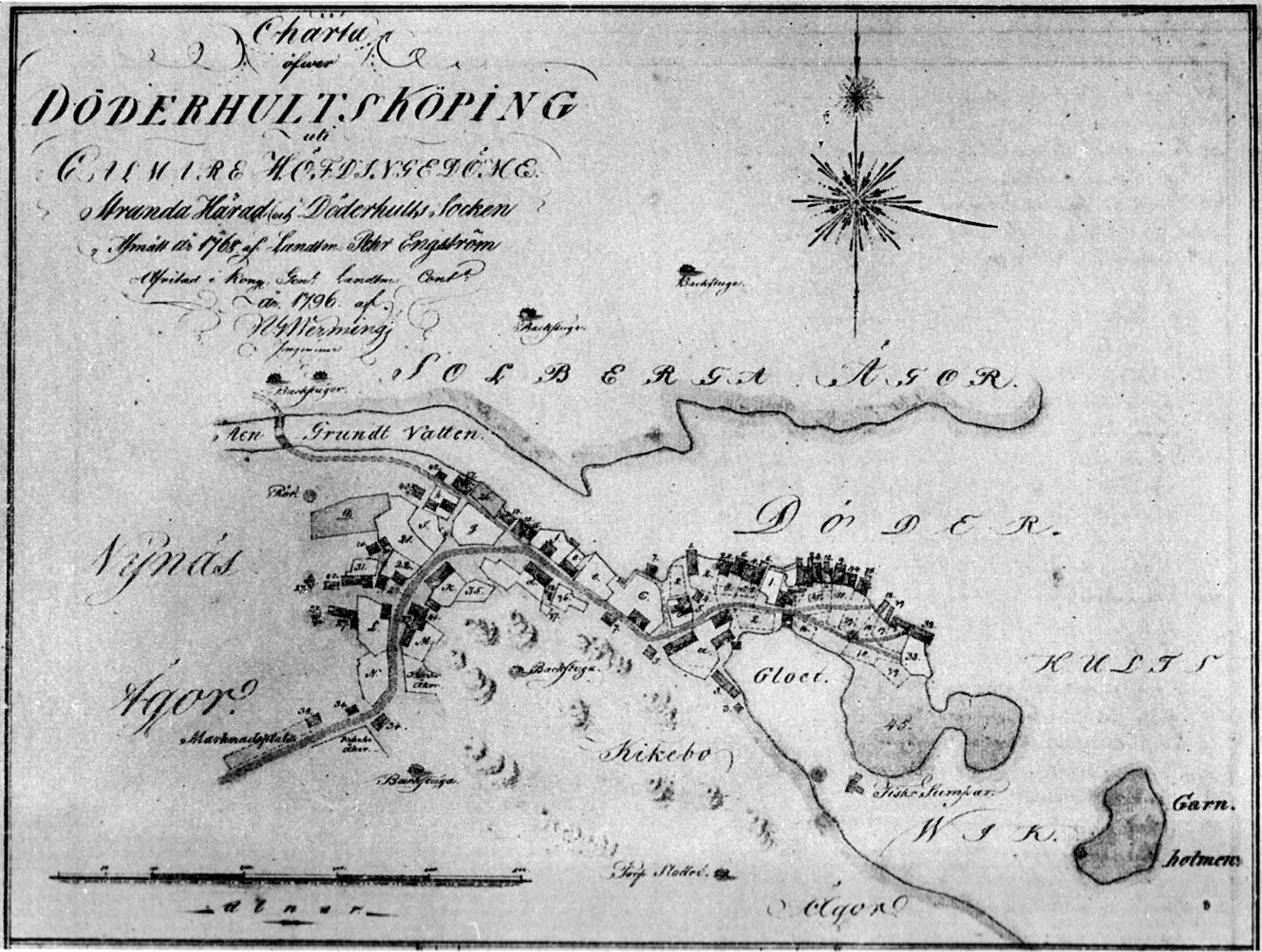
Karta från 1768.

Oskarshamns historia sträcker sig från forntid till nutid. Det gynnsamma läget med god naturlig hamn, fiske, jordbruk och skogsbruk har gjort att folk har bosatt sig på platsen. Orten blev upphöjd till köping vid namn Döderhultsvik genom en resolution av drottning Kristina år 1646. Efter många års kamp beviljar slutligen kung Oscar I köpingen stadsrättigheter år 1856 och den nya staden får namnet Oskarshamn.

## Forntid och medeltid
Människor har varit bosatta i trakterna kring Döderhultsbäckens mynning åtminstone sedan 5 000 år tillbaka. Det vet man genom de spår av stenåldersboplatser som hittats. Villaägare i bland annat Humlekärrshult har stött på både stenyxor och krukskärvor när de grävt grund för sina hus. Man har också hittat omkring 3 000 år gamla hällristningar vid Lagmanskvarn utanför Oskarshamn. Exempelvis finns där en 2,4 meter lång avbildning av ett skepp. På bland annat Uvö nära Saltvik har man hittat stenrösen från bronsåldern, och även i skärgården finns fornfynd. På ön Furön finns till exempel tre rösen och en stensättning.
Det finns visserligen inte mycket skrivet om trakten under medeltiden. Dock har namnet Döderhult förekommit skrift sedan 1300-talet i olika former, exempelvis skrivet som Duthrahölt och Doederhultum.

## Döderhultsvik
År 1604 nämns orten Döderhultsvik för första gången officiellt i ett kungabrev undertecknat Karl IX. Av detta brev anges att det en gång per sommar ska hållas en marknadsdag i Döderhult wijk. Marknaderna hölls huvudsakligen på Brädholmen, belägen i viken där Döderhultsbäcken mynnar ut i Östersjön. På Brädholmen sägs också den första bebyggelsen ha uppstått. 
Den 28 januari 1646 hade befolkningen ökat så pass att orten blev upphöjd till köping genom en resolution av drottning Kristina. Fyra marknader om året skulle då hållas vid Döderhultsvik. 

### Utvalda händelser i köpingens historia
Den 23 augusti 1677 kunde den danska krigsflottan skönjas ute vid ön Blå Jungfrun cirka 10 sjömil utanför Döderhultsvik. Sverige hade förlorat ett stort sjöslag vid Öland ett år tidigare, då bland annat regalskeppet Kronan förliste. Danskarna kunde därför härja relativt ostört i södra Östersjön. Efter åtta dygn av stillaliggande vid ön gav sig danskarna in till Döderhultsvik och brände ned köpingen så att bara en stuga återstod. Danskarnas vidare framfart sägs dock ha stoppats vid Svalliden. Där ska en person ha slagit på en trumma så hårt att danskarna trodde att en större svensk här var i antågande. De vände då istället norrut men stötte på motstånd i trakterna kring Havslätt och Fallebo. Danskarna gav sig då av med sina fartyg för att fortsätta norrut längs ostkusten med sitt skövlande och brännande. Även Västervik lades i aska den 1 och 2 september samma år.

## Oskarshamn

### Kampen för stadsrättigheter
I Sverige fanns vid tiden begränsningar i handelsfriheten. Endast samhällen med stadsrättigheter hade rätt att fritt bedriva handel. Närmaste stad med stadsrättigheter var Kalmar.
För köpingen Döderhultsvik innebar detta att handelsmännen endast fick vara bosatta i Kalmar. Ingen handelsfirma fick heller ha sitt säte i Döderhultsvik. De köpmän som var permanent bosatta i Döderhultsvik fick inte bedriva egen handel utan fungerade som ombud för handelmännen i Kalmar, dit även huvuddelen av vinsterna skulle gå. Vidare fick Döderhultsvik inte bedriva någon internationell sjöfart via sin hamn. 
Dessa begränsningar innebar att ortens utveckling hämmades kraftigt. Döderhultsvik hade annars en djup naturlig hamn och i regionen fanns gott om skogs- och jordbruksprodukter. Tillväxtpotentialen var således hög. 
Missnöjet växte alltmer i Döderhultsvik och man beslutade så småningom att ansöka om egna stadsrättigheter. Den första kända ansökan gjordes 1785 hos dåvarande konung Gustav III. Den avslogs men skulle följas av ett stort antal ansökningar under 1700- och 1800-talen.
Grannstäderna Kalmar och Västervik som räddes handelskonkurrensen motarbetade ansökningarna om stadsrättigheter. I sina remisser till Kungl. Majt. hävdade man bland annat att Döderhultsvik saknade en duglig hamn och utmålade den som grund och svårnavigerad. Detta var tvärt emot sanningen då Döderhultsviken i själva verket var djup, lättseglad och utgjorde ett naturligt, väl skyddat, läge för sjöfart.
Särskilt kung Karl XIV Johan bombarderades med ansökningar. Under sin regentperiod 1818–1844 fick han ta ställning till inte mindre än fyra ansökningar om stadsrättigheter för Döderhultsvik. Man föreslog att den nya staden skulle få namnet Carlsvik. Kungen lät sig inte övertalas fullt ut. Dock lättade han på vissa av handelsrestriktionerna, bland annat fick man rätt att skeppa ut varor från Döderhultsviks hamn direkt till destinationshamnen utan att först behöva anlöpa Kalmar för förtullning och klarering. Karl XIV Johan godkände också att Döderhultsvik inrättade en municipalstyrelse. Ett beslut som av många sågs som ett steg mot stadsbildningen.

### Stadsrättigheter beviljas 1856
Först efter den nionde ansökan beviljade kung Oscar I stadsrättigheter 1856. Kungen var för övrigt en anhängare av liberalismens tankar om frihandel. Den nya staden fick namnet Oskarshamn och blev därmed den sista svenska stad som fick namn efter konungen.

### Tillväxt
Befolkningsutvecklingen blev explosionsartad till följd av de nya stadsrättigheterna. År 1856 var befolkningen i staden 2 202 personer och  redan 1875 hade befolkningen mer än fördubblats till 4 529 personer. Den 31 december 1919 var folkmängden åter fördubblad och uppgick till 9 078 invånare. Riksdagsledamoten Emil Key beskrev i en artikel i Ny illustrerad tidning Oskarshamn som kanske det mest amerikanska av våra samhällen med hänsyn till tillväxttakten.
| ”                                         | Staden Oskarshamn föddes inte med guldsked i munnen. En av våra erkänt yngsta har den icke varit hugad med några av de ”härliga privilegier” och ”dråpelige donationer”, som av konungarna i forna tider, ”Gud till ära och Sveriges rike till gagn och godo”, slösats på så många av de äldre grannstäderna. Oskarshamn, ett barn av nutiden, har icke ens kunnat kalla den grund varpå han blivit byggd för sin, utan har måst betala tomtören såväl för de kala berghällar, på vilka han står, som för varje kvadrataln av det alltjämt ökade erforderliga utrymmet. Däremot har den unga staden haft vad som bättre varit än ”härlige privilegier”, den har haft en klok, strävsam och ihärdig befolkning, vilken gjort Oskarshamn i ungdomsfrisk tillväxt och tilltagsenhet till det kanske mest amerikanska av våra samhällen… | „ |
| – Emil Key, Ny Illustrerad Tidning, 1878. | |   |

| Befolkningsutvecklingen i Oskarshamn 1856–2010              | Befolkningsutvecklingen i Oskarshamn 1856–2010 | Befolkningsutvecklingen i Oskarshamn 1856–2010 | Befolkningsutvecklingen i Oskarshamn 1856–2010 | Befolkningsutvecklingen i Oskarshamn 1856–2010 |
| ----------------------------------------------------------- | ---------------------------------------------- | ---------------------------------------------- | ---------------------------------------------- | ---------------------------------------------- |
|                                                             |                                                |                                                |                                                |                                                |
| År                                                          |                                                |                                                | Folkmängd                                      | Areal (ha)                                     |
| 1856                                                        | 1856                                           |                                                | 2 202                                          |                                                |
| 1870                                                        | 1870                                           |                                                | 3 284                                          |                                                |
| 1880                                                        | 1880                                           |                                                | 5 382                                          |                                                |
| 1890                                                        | 1890                                           |                                                | 5 853                                          |                                                |
| 1900                                                        | 1900                                           |                                                | 7 020                                          |                                                |
| 1910                                                        | 1910                                           |                                                | 7 908                                          |                                                |
| 1920                                                        | 1920                                           |                                                | 9 231                                          |                                                |
| 1930                                                        | 1930                                           |                                                | 8 675                                          |                                                |
| 1940                                                        | 1940                                           |                                                | 8 922                                          |                                                |
| 1950                                                        | 1950                                           |                                                | 10 707                                         |                                                |
| 1960                                                        | 1960                                           |                                                | 10 731                                         |                                                |
| 1965                                                        | 1965                                           |                                                | 15 469                                         |                                                |
| 1970                                                        | 1970                                           |                                                | 17 143                                         |                                                |
| 1975                                                        | 1975                                           |                                                | 19 021                                         |                                                |
| 1980                                                        | 1980                                           |                                                | 18 913                                         |                                                |
| 1990                                                        | 1990                                           |                                                | 17 791                                         | 1 271                                          |
| 1995                                                        | 1995                                           |                                                | 17 634                                         | 1 274                                          |
| 2000                                                        | 2000                                           |                                                | 17 059                                         | 1 303                                          |
| 2005                                                        | 2005                                           |                                                | 17 143                                         | 1 306                                          |
| 2010                                                        | 2010                                           |                                                | 17 258                                         | 1 310                                          |
| Anm.: Staden grundades 1856. Sammanvuxen med Döderhult 1965 |                                                |                                                |                                                |                                                |

## Varvsverksamhet och sjöfart

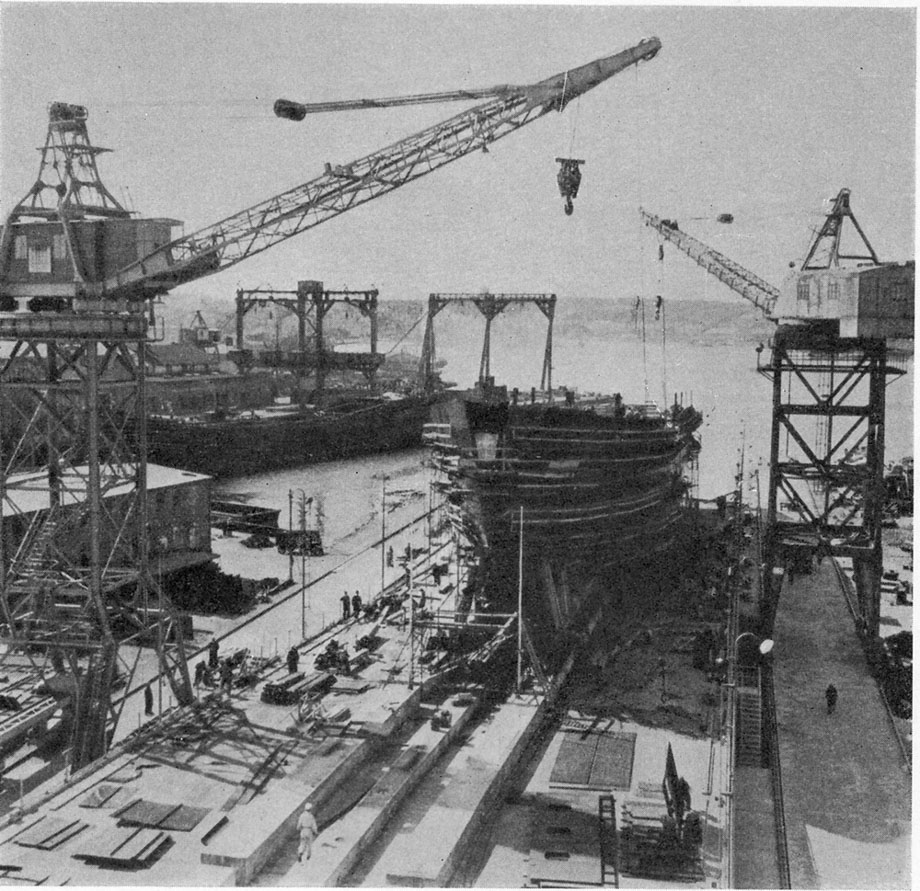
Oskarshamns mekaniska verkstad trol. 1930-tal.

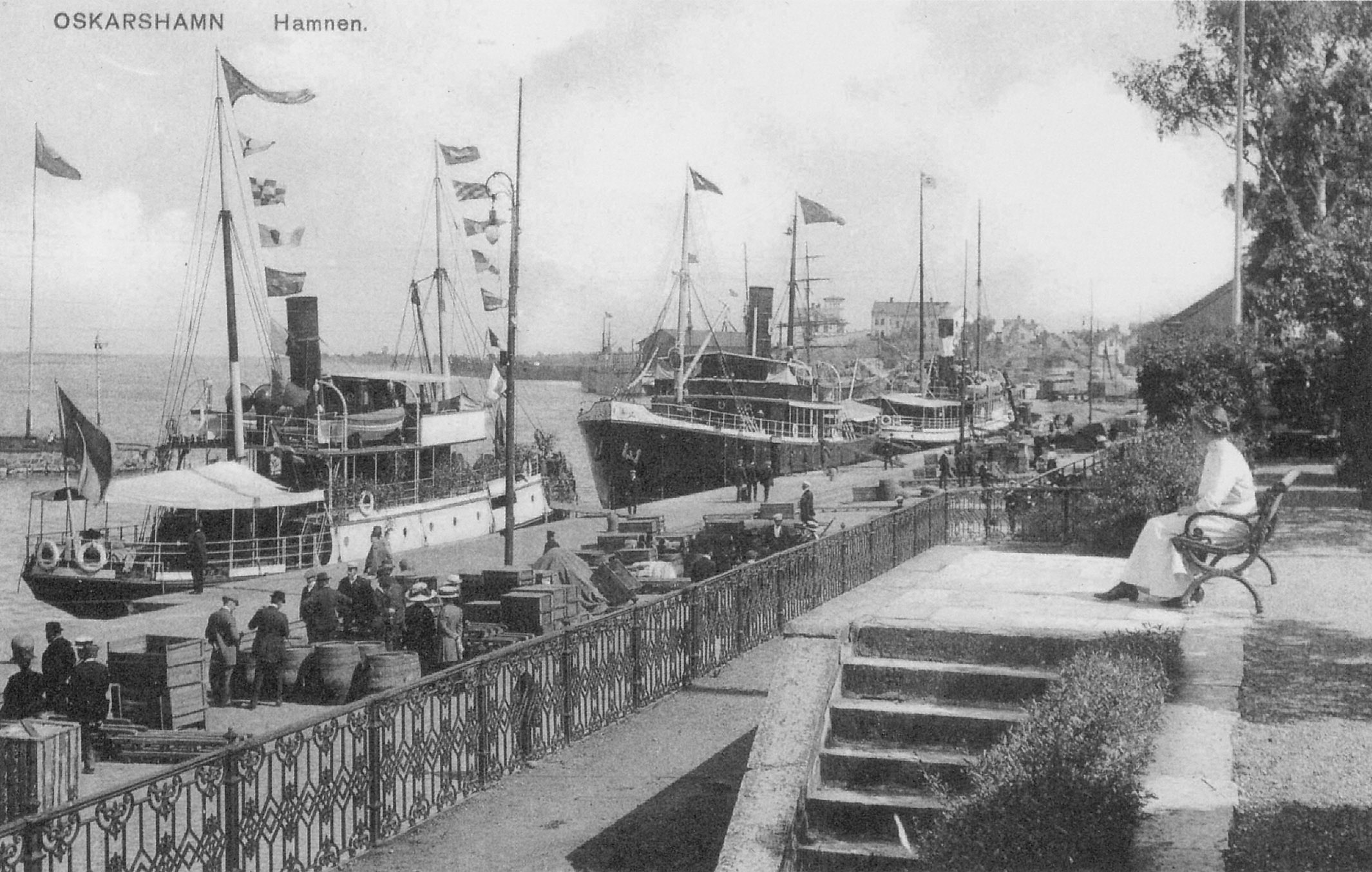
Oskarshamns hamn omkring 1910. Tre ångbåtar förtöjda vid Skeppsbron. Utsikt från Terrassen.

### Varven
Förutom den allmänna handeln med varor tog  varvsverksamheten ordentlig fart. En handfull varv var under 1800-talet verksamma samtidigt i hamnområdet. År 1846 grundades Hultenheimska varvet, sedermera kallat Stora varvet. Vidare fanns under 1800-talet bland annat Grålle Johanssons varv, Carstenssons varv, Maurinska varvet, Thorénska varvet och Yttre varvet. Det Thorénska varvet blev det största varvet i Oskarshamn under segelfartygens tid och drevs fram till 1909. 
Gällande ång- och maskindrivna fartyg har Oskarshamns Mekaniska Verkstad, grundat 1863, varit det mest framgångsrika. Varvet bytte senare namn till Oskarshamns Varv AB och finns fortfarande kvar under namnet Oskarshamnsvarvet Sweden AB. År 1960 hade Oskarshamns varv 1 470 anställda och var då Kalmar läns största arbetsplats.

### Handelssjöfart
Även handelssjöfarten har haft stor betydelse för Oskarshamn och har så även idag. Historiskt har främst trävaror skeppats. Idag räknas dock hamnen som en fullservicehamn där alla typer av gods hanteras. Från början använde man lastbryggor av trä som stack ut i vattnet. Hamnens nuvarande kajer byggdes med början på södra sidan vid Skeppsbron under 1800-talet. Därefter anlades de norra kajerna. Utfyllningar gjordes för att få större kajyta varvid några av Döderhultsvikens öar försvann, däribland Beckholmen och Brännvinsholmen. Den senast anlagda hamnen, benämnd Oceankajen eller Klubbdjupshamnen finns längst ut i hamnomloppet och stod färdig 1983.   
Oskarshamns hamn förknippas också med passagerartrafik. År 1875 etablerades linjen Oskarshamn-Visby med två avgångar per vecka. I början av 1900-talet fanns regelbunden ångbåtsförbindelse med Stockholm, Göteborg, Köpenhamn, Lybeck, Stettin, Hamburg och London. Senare under 1900-talet, då turism och fritid fick större betydelse, startade reguljära färjeförbindelser sommartid med Byxelkrok på Öland samt nationalparken Blå Jungfrun.    

## Stadsbilden och dess förändring

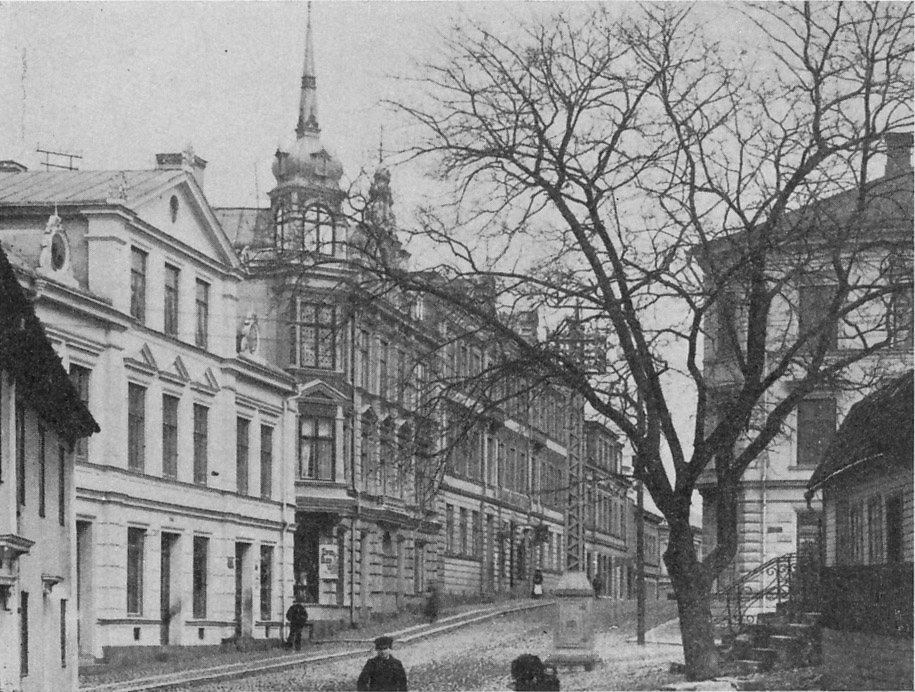
Köpmangatan i Oskarshamn kring förra sekelskiftet. Den tornprydda byggnaden ritades 1888 av stadsingenjör Gustaf Hultquist och finns kvar än idag.

Den ursprungliga bebyggelsen var lokaliserad till Brädholmen. Nuvarande Lilla torget har också tidigt fungerat som marknadsplats. De äldsta gatornas sträckning motsvarade dagens Köpmangatan, Kungsgatan och Hamngatan som ledde ned mot hamnen. 

### Den stora branden 1881
Den träbebyggelse som tidigare präglade stadens centrala delar ödelades i en storbrand i juni 1881. Under återuppbyggnaden passade man på att bredda gator och torg. Nya stenbyggnader i tidstypisk Östermalmsarkitektur uppfördes i stadskärnan. Detta gjorde att Oskarshamn kring sekelskiftet hade fått ett mer storstadslikt utseende. 
Telegrafkommissarie Carl Fredrik Bergström skrev 1906: 
| ”                               | Visserligen var olyckan stor, men stadens utseende vann desto mer, genom att å de ödelagda tomterna uppfördes de nuvarande präktiga stenhusbyggnaderna.… | „ |
| – Carl Fredrik Bergström, 1906. | |   |

Vid nuvarande Lilla torget uppfördes bland annat det Lundströmska huset, Ideströmska huset samt Bankaktiebolagets palats ritat av Ewe & Melin i Malmö. Även längs Köpmangatan uppfördes stenhusbyggnader.
Några andra utvalda byggnader: Järnvägsstationen uppfördes 1906 i renässansstil, Norra skolan stod färdig år 1900, Andreas Peterssons hus vid Skeppsbron uppfördes 1898. Oskarshamns stadskyrka uppfördes 1876 i nygotisk stil.
Långa soffan byggdes 1866–1867 och är idag ett klassiskt inslag i Oskarshamns stadsbild. Den 72 meter långa soffan är byggd på södra kajens höga terrasser med en panoramautsikt över hamnen och norra Kalmarsund. Här sägs fiskarhustrurna ha suttit och väntat på att deras män skulle komma iland. 

### Rivningar
Även Oskarshamn drabbades av den rivningsvåg som svepte fram över landet under 1960- och 1970-talen. Ofta var det kooperationen eller andra varuhus som skulle beredas plats i stadskärnorna. Rivningsplaner som regelmässigt oftast godkändes i socialdemokratiskt styrda kommuner för att bygga bort nedgångna och omoderna delar av stadskärnorna. Även i Oskarshamn fick Domus ett centralt läge vid nuvarande Flanaden men det var ett privatägt varuhus som etablerades där först, Nu-varuhuset ägt av den borgerlige politikern Nordenbrink.
Oskarshamn drabbades förhållandevis lindrigt men rivningen av vissa klassiska byggnader växte starka känslor och debatt. Till exempel stadshotellet, Hotell Kung Oscar vid Stora torget, som revs 1962 efter konkursen i januari. Huset var dåligt underhållet och slitet sista tiden. Det ersattes av det privatägda EPA-varuhuset. 
Oskarshamns teater uppfördes 1904 men revs redan 1963 under stora protester. Teatern hade en storslagen salong med parkett och balkonger i två rader och plats för cirka 470 personer. Teatern var även känd för sin goda akustik. Byggnaden var nedgången och man satsade inte de 700 000 kr (i dagens penningvärde ungefär 9–10 miljoner) som skulle ha behövts.

## Utvalda episoder i Oskarshamns historia

### Järnväg byggs
Den 148,4 km långa järnvägen mellan Oskarshamn och stambanan i Nässjö byggdes under åren 1869–1874. Som entreprenör valdes den engelska firman Morton & Son, London. Startskottet gick den 1 april 1869 och omkring 500 arbetare sysselsattes med järnvägsbygget. Avlöningen var drygt 1 riksdaler om dagen för 10–12 timmars arbete. Sträckan Oskarshamn-Berga blev den första att färdigställas. Åren 1872–73 startade trafiken mellan Nässjö och Eksjö och 1874 stod hela sträckan Oskarshamn-Nässjö färdig. Järnvägen byggdes med spårvidden 1435 mm, det vill säga  normalspårig, och därmed av samma dimensioner som den svenska stambanan och de flesta utländska järnvägar. Det innebar en konkurrensfördel jämfört med de smalspåriga järnvägar som ofta byggdes på den tiden.
Järnvägen betydde mycket för Oskarshamns infrastruktur gällande både gods och passagerare. När banan stod färdig ledde det till ett omedelbart uppsving för utskeppningen från Oskarshamns hamn. Järnvägen var i privat ägo fram till 1946 då Statens Järnvägar tog över. Idag är banan fortfarande i drift men har för Oskarshamns del främst betydelse för godstransporter. Detta sedan Kalmar länstrafik 2005 beslutade om nedläggning av den då 129-åriga passagerartrafiken. Dock har persontrafiken nyligen återupptagits med hållplatserna Mörlunda, Berga samt Oskarshamn efter Hultsfreds station.

### Elektrisk belysning
Den 26 oktober 1900 hade staden för första gången glädjen att upplysas med elektriskt ljus. Ett ångdrivet elektricitetsverk hade uppförts för ändamålet och 148 båg- och glödlampor hade satts upp runt om i staden. Ljuset sägs ha lyst upp natthimlen över staden så pass att det syntes ända från Påskallavik. År 1904 gick man över till elkraft producerad av vattenkraftverket i Finsjö. År 1913 köpte Oskarshamn samtliga aktier i Finsjöbolaget. Dessa aktier såldes senare till Sydkraft och utgör grunden till den stora förmögenhet som Oskarshamns kommun har idag.